# It's Not Me, It's You
It's Not Me, It's You é o segundo álbum de estúdio pela cantora e compositora britânica Lily Allen, lançado em 4 de Fevereiro de 2009 pela Parlophone Records. O álbum foi realizado em 2008, com uma mudança no estilo musical de Allen, afastando-se do ska e das influências do reggae do seu álbum de estreia, Alright, Still (2006), para um electropop com elementos do jazz e country. O álbum foi produzido e co-escrito por Greg Kurstin, com quem Allen já havia trabalhado no álbum anterior.
Após o lançamento, It's Not Me, It's You recebeu críticas positivas dos críticos, elogiando a "língua afiada" de Allen e chamando o álbum de "maravilhoso". O álbum foi um sucesso comercial, estreando em número 1 nas paradas do Reino Unido, Austrália e Canadá. Mais tarde, foi certificado como disco de platina duplo pela British Phonographic Industry (BPI), detonando vendas superiores a 900 mil cópias no Reino Unido. Também foi certificado quatro vezes platina pela Australian Recording Industry Association (ARIA) por mais de 280.000 cópias vendidas na Austrália.
O primeiro single do álbum, "The Fear", que foi lançado três meses antes do lançamento do álbum, estreou no topo da UK Singles Chart, onde permaneceu por quatro semanas consecutivas. Outros singles foram hits no Reino Unido: "Not Fair", "Fuck You", "22" e "Who'd Have Known". A faixa "Back to the Start" foi lançada como um single promocional e apenas em vinil para a Record Store Day. Allen apresentou-se em uma variedade de programas de televisão, a fim de promover o álbum, incluindo os famosos Jimmy Kimmel Live! e The Ellen DeGeneres Show. Allen também embarcou em sua segunda turnê, a It's Not Me, It's You World Tour, que visitou a Europa, América do Norte, Ásia, Oceania e América do Sul.

## Alinhamento de faixas
| Todas as obras com a produção a cargo de Greg Kurstin. |                            |                                                                                   |         |  |
| N.º                                                    | Título                     | Compositor(es)                                                                    | Duração |  |
| 1.                                                     | "Everyone's at It"         | Lily Allen, Greg Kurstin                                                          | 4:38    |  |
| 2.                                                     | "The Fear"                 | Allen, Kurstin                                                                    | 3:27    |  |
| 3.                                                     | "Not Fair"                 | Allen, Kurstin                                                                    | 3:21    |  |
| 4.                                                     | "22"                       | Allen, Kurstin                                                                    | 3:06    |  |
| 5.                                                     | "I Could Say"              | Allen, Kurstin                                                                    | 4:04    |  |
| 6.                                                     | "Back to the Start"        | Allen, Kurstin                                                                    | 4:14    |  |
| 7.                                                     | "Never Gonna Happen"       | Allen, Kurstin                                                                    | 3:27    |  |
| 8.                                                     | "Fuck You"                 | Allen, Kurstin                                                                    | 3:43    |  |
| 9.                                                     | "Who'd Have Known"         | Gary Barlow, Jason Orange, Mark Owen, Howard Donald, Steve Robson, Allen, Kurstin | 3:50    |  |
| 10.                                                    | "Chinese"                  | Allen, Kurstin                                                                    | 3:28    |  |
| 11.                                                    | "Him"                      | Allen, Kurstin                                                                    | 3:18    |  |
| 12.                                                    | "He Wasn't There"          | Allen, Kurstin                                                                    | 2:52    |  |
| 13.                                                    | "Kabul Shit" (Faixa bônus) | Allen, Kurstin                                                                    | 3:45    |  |
| 14.                                                    | "Fag Hag" (Faixa bônus)    | Allen, Kurstin                                                                    | 2:55    |  |

| Faixas bônus da edição especial |                                              |                                                      |                                       |         |  |
| N.º                             | Título                                       | Compositor(es)                                       | Produtor(es)                          | Duração |  |
| 13.                             | "The Fear" (acústico)                        | Allen, Kurstin                                       | Morgan Nicholls                       | 3:28    |  |
| 14.                             | "22" (acústico)                              | Allen, Kurstin                                       | Nicholls                              | 3:08    |  |
| 15.                             | "Who'd Have Known" (acústico)                | Barlow, Orange, Owen, Donald, Robson, Allen, Kurstin | Nicholls                              | 3:58    |  |
| 16.                             | "He Wasn't There" (acústico)                 | Allen, Kurstin                                       | Nicholls                              | 2:57    |  |
| 17.                             | "I Could Say" (acústico)                     | Allen, Kurstin                                       | Nicholls                              | 3:57    |  |
| 18.                             | "Womanizer" (acústico)                       | Rafael Akinyemi, Nikesha Briscoe                     | Nicholls                              | 3:33    |  |
| 19.                             | "Mr Blue Sky"                                | Jeff Lynne                                           | Kurstin                               | 3:42    |  |
| 20.                             | "The Count (aka Hervé) & Lily Face the Fear" | Allen, Kurstin                                       | Kurstin, Joshua Harvey aka Hervé      | 4:21    |  |
| 21.                             | "Not Fair" (Style of Eye Remix)              | Allen, Kurstin                                       | Kurstin, Linus Eklöw aka Style of Eye | 6:18    |  |

## Desempenho nas tabelas musicais
| Tabela musical (2009)   | Melhor posição |
| ----------------------- | -------------- |
| Australian Albums Chart | 1              |
| Canadian Albums Chart   | 1              |
| European Top 100 Albums | 2              |
| German Albums Chart     | 17             |
| Irish Albums Chart      | 3              |
| Japanese Albums Chart   | 27             |
| Spanish Albums Chart    | 93             |
| UK Albums Chart         | 1              |
| Billboard 200           | 5              |

## Vendas e certificações
| País        | Certificação | Vendas     |
| ----------- | ------------ | ---------- |
| Austrália   | 2× Platina   | 250,000+   |
| Reino Unido | 3× Platina   | 1,075,000+ |
| Irlanda     | Platina      | 7,500+     |
| França      | Prata        | 50,000+    |

## Histórico de lançamento
| Região         | Data                    | Gravadora         |
| -------------- | ----------------------- | ----------------- |
| Japão          | 4 de fevereiro de 2009  | EMI               |
| Austrália      | 6 de fevereiro de 2009  | EMI               |
| Alemanha       | 6 de fevereiro de 2009  | EMI               |
| Itália         | 6 de fevereiro de 2009  | EMI               |
| Irlanda        | 6 de fevereiro de 2009  | Regal, Parlophone |
| Reino Unido    | 9 de fevereiro de 2009  | Regal, Parlophone |
| França         | 9 de fevereiro de 2009  | EMI               |
| Canadá         | 10 de fevereiro de 2009 | EMI               |
| Estados Unidos | 10 de fevereiro de 2009 | Capitol           |
| Suécia         | 11 de fevereiro de 2009 | EMI               |